# زبان دکنی
دکنی (به اردو: دکنی) گویشی از زبان هندوستانی (هندی-اردو) و زبان رسمی دربار دکن از پیرامون ۱۳۰۰ میلادی بود. امروزه زبان اردو موقعیت پیشین زبان دکنی را از آن خود نموده‌است. دکنی نیز همانند اردو، با آنکه ریشه در زبان هندی داشت، ولی وام‌واژگان فراوانی را از فارسی گرفته‌است؛ زبان‌های دیگری چون کونکنی، اردو، عربی، مراتی و تلوگو نیز بر این زبان اثر بسیاری نهاده‌اند.
ادبیات دکنی غنی است و بیشتر گویشورانش نیز در دکن تاریخی، که امروزه بیشترش در مرزهای سیاسی کنونی هند، به ویژه ایالت‌های مهاراشترا، مهاراشترا، کارناتاکا، تلانگانا، آندرا پرادش و تامیل‌نادو، جای‌می‌گیرد، می‌زیند و مسلمانند. دکنی زبان ملی ایالت حیدرآباد تا پیش از انحلالش بود.

## دسته‌بندی
دکنی زبانی از گروه هندوآریایی خانواده زبان‌های هندواروپایی است. دکنی سال‌ها زبان‌شناسان را متحیر کرده و دسته‌بندی درست آن گیج‌کننده شده‌است؛ چرا که می‌توان آن را از تبار اردو یا خواهر آن، یا گویش فارسی‌شده مراتی دانست.

## پراکندگی جغرافیایی
بیشتر گویشوران دکنی در دکن هند می‌زیند. آن‌ها در مناطق پادشاهی‌های پیشین مسلمان در فلات دکن ساکنند که شامل بخش‌هایی از ایالت‌های تلانگانا، آندرا پرادش، گوا، کارناتاکا، مهاراشترا، تامیل‌نادو می‌شود. در تامیل‌نادو، اندکی از مسلمانان از گویش تامیلی‌شده این زبان استفاده می‌کنند (گرچه همگی به تامیلی مسلط هستند). همه آن‌ها را مسلمانان دکنی می‌نامند. در تامیل‌نادو، اردوزبانان زیرگروه جامعه مسلمانان تامیلی نیستند.

## گویش‌ها
دکنی به دو گویش شمالی (شامل گویش حیدرآبادی) و جنوبی تقسیم می‌شود. گویش سروجی از این زبان نیز در میان سروجی‌ها در مهاراشترا رایج است.

## میراث
دکنی از ترکی وام‌واژه‌های بسیاری پذیرفته‌است چرا که نیاکان مردم آن از نژاد مملوک بوده‌اند، گرچه بیشتر جمعیت دکنی کارناتاکا بالای ۹۰ درصد ژن‌های هندی را دارند. دکنی همانند گویش دهلوی از فارسی تأثیر پذیرفته‌است، اما به دلیل تاثیرپذیریش از مراتی، تلوگو و کانارا که در ایالت‌های مهاراشترا، تلانگانا، آندرا پرادش، کارناتاکا و تامیل‌نادو رایج است، با دهلوی تفاوت‌هایی دارد. اردوی دکنی میراث ادبی غنی و گسترده‌ای دارد که مهمترین آن کتاب نورس و کدم راو پدم راو است.
کتاب نورَس، مجموعه‌ای شعری به زبان دکّنی است که توسط سلطان ابراهیم عادل‌شاه دوم، حاکم بیجاپور در سدهٔ شانزدهم میلادی، تألیف شده‌است. این کتاب با مقدمه‌ای به زبان فارسی آغاز می‌شود و شامل اشعاری دربارهٔ مضامین دینی، عاشقانه و شخصی است. سلطان در این مجموعه تلاش کرده مفاهیم نه‌گانهٔ «رَسا» از سنت زیبایی‌شناسی هندویی را به مخاطبان فارسی‌زبان و مسلمان معرفی کند. اشعاری در ستایش پیامبر اسلام، صوفیان، خدایان هندو مانند ساراسواتی و گانگا، و همچنین دربارهٔ مادر، همسر، تنبور و فیل محبوب خود در این اثر دیده می‌شود. نسخه‌های مختلفی از این کتاب باقی مانده‌اند که برخی خوش‌نویسی ساده و برخی تذهیب‌های زیبا دارند. یکی از نسخه‌های مشهور آن در سال ۱۶۱۸ توسط خوش‌نویس دربار، خلیل‌الله بت‌شکن، نوشته شد و چنان مورد تحسین سلطان قرار گرفت که او را «پادشاه قلم» نامید.